# Alessandro Berera
Alessandro Berera (5 agosto 1959) è un ex sciatore alpino italiano.

## Biografia
Sciatore polivalente originario di Foppolo, Berera fece parte della nazionale italiana dal 1975 al 1980; ai Campionati italiani vinse la medaglia d'argento nella combinata nel 1978 e nel 1979 e quella di bronzo nello slalom gigante nel 1980. Non prese parte a rassegne olimpiche né ottenne piazzamenti in Coppa del Mondo o ai Campionati mondiali.

## Palmarès

### Campionati italiani
- 3 medaglie[4]:
  - 2 argenti (combinata nel 1978; combinata nel 1979)
  - 1 bronzo (slalom gigante nel 1980)